# Miguel Diomede
Miguel Diomede fue un pintor argentino nacido en 1902 en el Barrio de La Boca, Ciudad de Buenos Aires. Siendo autodidacta fue premiado en varias ocasiones y obtuvo reconocimiento nacional e internacional. Su arte se caracteriza por La simplicidad formal y la escasez de elementos.

## Biografía
Nació el 24 de julio de 1902. Al año fallecería su padre y a los catorce su madre, este último hecho lo traumatizaría por el resto de su vida.
Su trabajo artístico se desarrolló en forma independiente, reconocía como sus maestros a Cézanne, Van Gogh y Leonardo. Aunque no perteneció a ninguna escuela o movimiento, se lo ubica entre los “Artistas de La Boca”. Expuso sus obras y recibió premios en el país y en el exterior. 
falleció en Buenos Aires, el 15 de octubre de 1974.

## Trayectoria
En 1924 comienza su dedicación al arte como autodidacta.  
En 1929 realizó sus primeras exposiciones individuales en MEEBA (Mutual de Estudiantes y Egresados de Bellas Artes).
En 1936 recibió el Primer Premio en el Salón de Artistas Noveles de la Boca por su obra “Cabeza de Mujer”. 
También en 1936 obtuvo el Premio de Honor del Consejo Deliberante y la Medalla de Oro del diario Crítica.
En 1941 expone por primera vez en el Salón Nacional.
En 1944 Recibió el Premio Estímulo del Salón Nacional, que también recibiría en 1948. 
Fue nominado para el Premio Palanza en 1946, 1951 y 1957.
Integró la muestra colectiva de artistas argentinos en 1952, realizada en el Museo de Arte Moderno de Sao Paulo, Brasil.
En 1954 viajó a Italia para perfeccionarse. A su regreso realizó exposición en la Galería Bonino.
En 1957 obtuvo el Primer Premio Adquisición en el XXII Salón de Arte de La Plata.
También en 1957 forma parte de la exposición “4 Artistas Autodidactos, Diomede - Martínez Pintos - Menghi y Rosso” realizada por la Dirección General de Cultura en La Plata.
En 1958 obtuvo la Medalla de Oro de la Exposición de Bruselas, y realizó una exposición retrospectiva en el Museo Nacional de Bellas Artes.
En 1959 realizó en Washington la exposición “Miguel Diomede of Argentina, paintings”.
En 1963 se publicó el libro “Miguel Diomede” escrito por Elena Poggi.
En 1969 realizó nuevamente una exposición individual en la Galería Bonino.
En 1971 participó de la exposición Siete pintores boquenses, realizada en la Galería Feldman.  
En 1973 fue designado miembro de la Academia Nacional de Bellas Artes.
También en 1973 participó de la Exposición “Pintura Argentina Contemporánea” junto a Raúl Russo y Raúl Soldi.
Su última exposición en vida fue una retrospectiva en Galería Lorenzutti en 1974, falleció en octubre del mismo año.
Se realizaron exposiciones póstumas en 1981, 1988 y 2001.
Sus obras pueden encontrarse en el Museo Nacional de Bellas Artes, en el Museo Municipal de Artes Plásticas “Eduardo Sívori”, en el de Bellas Artes de La Boca, en los museos provinciales de Bellas Artes de La Plata, Santa Fe y Córdoba, como así también, en colecciones privadas dentro y fuera del país. 

## Críticas y comentarios
- "Una naranja es, para mi, un mundo necesario, perfecto". Esta confesión de Miguel Diomede creo que podría explicar su credo artístico. Para Diomede, el mundo es la pintura y busca en ella necesariedad y perfección. El hecho de que el mundo pueda caber en una naranja recuerda el descubrimiento de Borges en "El Aleph": "Vi una pequeña esfera tornasolada, de casi intolerable fulgor. El diámetro del Aleph sería de dos o tres centímetros, pero el espacio cósmico estaba ahí, sin disminución de tamaño. Cada cosa (la luna del espejo, digamos) era infinitas cosas, porque yo claramente la veía desde todos los puntos del universo". Toda la historia del mundo cabe en "El Aleph" y todos los problemas de la pintura caben en una naranja. "Resolver" esa naranja es, para Diomede, resolver los problemas de la pintura. Sabe que la luz que ahora ilumina esa naranja mañana no va a ser la misma y anhela registrar ese paso. Y quisiera registrar el paso del tiempo en los rostros de todos los retratos y todos los autorretratos que pinta, y el ínfimo resplandor en el espejo y el matiz pasajero, esa fugacidad y sus enigmas, la perduración del instante en todos los objetos, juntos y al mismo tiempo, como están en el mundo, como quisiera que estuvieran en el cuadro. Y lo más difícil, sin apartarse de la figuración, sin destruir las formas, aunque creo que poco a poco las iba destruyendo. Por eso volverá una y otra vez a retocar infinitamente sus trabajos y pensará que los cuadros no se terminan, se abandonan.En esa búsqueda entregó su vida. Podría haber sido uno de tantos pintores efectistas, porque poseía una extraordinaria capacidad técnica, pero era un hombre honesto, un artista cabal y su lucidez le advertía que ese refinamiento del color, esa limpidez de nacarados imposibles e iridiscencias magníficas sólo podría lograrse a través de una elaboración incesante. Y en esa elaboración incesante lucha contra el tiempo: "Pinto cuadros chicos, de pequeño formato, si no, con mi manera de trabajar, no terminaría nunca", dijo una vez. Diomede reflexiona como pocos; elimina todo lo innecesario, lo superfluo. Es un obsesivo, un perseguidor; busca lo fundamental en lo elemental y quizá, sin estridencias, lo más profundo de la condición humana".

Por Isidoro Blaisten
- "Nacido en una familia extremadamente humilde, Miguel Diomede (1902-1974) ejemplifica al hijo de inmigrantes italianos que en medio de penurias familiares logra hacer aquello en lo que fanáticamente cree, la pintura, y abrirse un camino hasta el reconocimiento. Tuvo una temprana relación con la muerte (su padre muere cuando él tiene cuatro años, su madre cuando tiene catorce) que marcaría con tono sombrío los años de juventud. Parte de su vida la pasó en un empleo subalterno en un Ministerio, empleo del cual no renegaba porque le permitía concentrarse en lo único que verdaderamente le importó, la pintura. Silencioso, modesto, de pocas palabras, todos los que lo conocieron decían que Diomede se parecía a su obra. Exponía muy poco, pintaba lentamente, volvía una y otra vez a sus cuadros. No quería desprenderse de ninguno, siempre le parecían inconclusos. Decía: "Cuando veo un cuadro mío en una exposición o en un museo lo comprendo a Bonnard, que iba a retocar los suyos en las salas donde estaban expuestos". Poeta del silencio, intimista colosal, artista de la profunda delicadeza, éstas son algunas de las frases con que críticos de arte y comentaristas han intentado caracterizar a Miguel Diomede y su obra. Lo cierto es que eligió la soledad para pintar y el despojamiento para su obra. Desde esos pilares dedicó cuarenta y cinco años de fervor a la pintura. El reconocimiento vino más tarde. Cuando en 1958 Romero Brest, director del Museo Nacional de Bellas Artes, decide hacer una retrospectiva de Diomede, recibe múltiples elogios. Lo mismo ocurre con galerías y museos del interior: las muestras deslumbran a la crítica y al público. Poco visto antes, en las retrospectivas el conjunto de telas se despliega, potenciándose unas a otras, y aparece la obra de un pintor insospechado. Se hacen patentes los años de severa y estricta ordenación mental para transmitir lo casi intransmitible: delicadeza,la cualidad más señalada de su obra".

Por Sylvia Iparraguirre
- "Tal como mostraba esta primera retrospectiva, la figura humana, a través del retrato y el autorretrato en especial, cubrió una de las principales áreas de interés en la pintura de Diomede. Estudio indagaba en este terreno y esbozaba una lectura personal de los cambios que atravesaban los realismos contemporáneos tamizados por las conquistas de vanguardia. En la línea de un lenguaje figurativo liberado de necesidades narrativas, el artista minimizó el detalle explorando las posibilidades expresivas del elemento pictórico, el color y el matiz. Mediante un movimiento que reduce el espesor de la materia desde el rostro hacia el entorno potenció la atracción ejercida por la figura de la mujer, aislada y concentrada sobre sí misma. Mientras tanto, el espacio pierde materialidad hasta que el mismo soporte adquiere un valor en la superficie pictórica amalgamado en los tonos tierras del óleo. Esta cualidad de lo “inacabado”, que ha sido motivo de distinción para la pintura de Diomede, termina por involucrarse en la misma descripción de la escena otorgándole un plus de sentido".

Comentario sobre Estudio (Retrato de mujer) - Por Talía Bermejo